# Bhogapur, Sindhnur
Bhogapur là một làng thuộc tehsil Sindhnur, huyện Raichur, bang Karnataka, Ấn Độ.